# بول كو
بول كو (بالإنجليزية: Paul Coe) هو محامي أسترالي، ولد في 1949.